# نارنجیتو، پورتوریکو
نارنجیتو (به انگلیسی: Naranjito) یک منطقهٔ مسکونی در ایالات متحده آمریکا است که در پورتوریکو واقع شده‌است.
 نارنجیتو ۷۳٫۵۴ کیلومتر مربع مساحت و ۳۰٬۴۰۲ نفر جمعیت دارد و ۷۰۰ متر بالاتر از سطح دریا واقع شده‌است.